# Dr. Mabuse
Dr. Mabuse (em alemão:  Dr. Mabuse, der Spieler) é um filme policial alemão de 1922 dirigido por Fritz Lang. Trata-se do primeiro filme baseado no personagem Dr. Mabuse, criado pelo escritor luxemburguês Norbert Jacques. É um filme mudo, filmado em 16 quadros por segundo. Seria sucedido por O Testamento do Dr. Mabuse (1933) e Os Mil Olhos do Dr. Mabuse (1960).
O filme tem cerca de quatro horas e é dividido em duas partes, intituladas Der große Spieler: Ein Bild der Zeit (O Grande Jogador: Uma Imagem do Tempo) e Inferno: Ein Spiel von Menschen unserer Zeit (Inferno: Um Jogo para as Pessoas de Nosso Tempo). O título do filme é ambíguo. Der Spieler significa "o jogador" em alemão, mas também pode ser traduzido como "o apostador", "o ator" ou "o marionetista". O personagem-título, que dissimula, brinca com as emoções e engana as pessoas, é provavelmente tudo isso de alguma forma.
O filme foi incluído no livro 1001 Filmes para Ver antes de Morrer, sendo o primeiro de cinco filmes de Lang a ser incluído na compilação.

## Elenco
- Rudolf Klein-Rogge – Dr. Mabuse
- Aud Egede-Nissen – Cara Carozza
- Gertrude Welcker – Gräfin Dusy Told
- Alfred Abel – Graf Told
- Bernhard Goetzke – Inspetor Norbert von Wenk
- Paul Richter – Edgar Hull
- Robert Forster-Larrinaga – Spoerri
- Hans Adalbert Schlettow – Georg
- Georg John – Pesch
- Charles Puffy – Hawasch
- Grete Berger – Fine
- Julius Falkenstein – Karsten
- Lydia Potechina – Russa
- Julius E. Herrmann – Emil Schramm